# Pachypodium rutenbergianum
Pachypodium rutenbergianum là một loài thực vật có hoa trong họ La bố ma. Loài này được Vatke mô tả khoa học đầu tiên năm 1885.